# Lepidochrysops imperialis
Lepidochrysops imperialis är en fjärilsart som beskrevs av Stoneham 1938. Lepidochrysops imperialis ingår i släktet Lepidochrysops och familjen juvelvingar. Inga underarter finns listade i Catalogue of Life.